# Sitona lata
Espèce
Sitona lata est une espèce fossile d'insectes coléoptères de la famille des Curculionidae, sous-famille des Entiminae, tribu des Sitonini, du genre Sitona.

## Classification
L'espèce Sitona lata est décrite en 1937 par le paléontologue français Théobald (1903-1981),. 

### Holotype fossile
L'holotype R87 de l'ère Cénozoïque, de l'époque Oligocène et de l'âge Rupélien (33,9 à 28,1 Ma), vient de la collection Mieg, collection conservée au Musée d'histoire naturelle de Bâle. Ce spécimen provient du gisement de Kleinkembs (ou Kleinkems) oligocène, dans le Bade-Wurtemberg, sur la rive droite du Rhin.

### Étymologie
L'épithète spécifique lata signifie « conservé » en latin.

### Citations
L’appartenance de l'espèce Sitona lata au genre Sitona est validée par Nikolai Yunakov (d) et Alexander Kirejtshuk (d) en 2011 et par Andrei Legalov en 2015.

## Description

### Caractères
Diagnose de Nicolas Théobald en 1937, : 

« Insecte de couleur brun rouille, couché sur le côté.
Tête inclinée, front vertical ; à mi-hauteur et séparé du bord antérieur du prothorax d'une largeur égalant la sienne, se trouve un œil de forme arrondie ; facettes bien visibles ; rostre épais et court, aussi long que la tête, ne portant pas de sillon ; fines ponctuations sur la tête.
Prothorax en forme de selle en vue latérale ; surface ornée de grosses ponctuations. Élytres bombés, surface striée-ponctuée. L'un des élytres est relevé et l'abdomen apparaît en dessous, gros et renflé, six segments visibles ; le dernier segment porte des dessins en réseau polygonal.
Sous le corps apparaissent les restes plus ou moins complets d'au moins cinq pattes ; cuisses fortes, tibias grêles, tarses à trois articles, le dernier bilobé et portant le 4e article réduit ou onychium. ».

### Dimensions
La longueur totale de l'extrémité des élytres au front est de 8,5 mm et la tête a une longueur de 2,2 mm (avec  rostre) le prothorax a une longueur de 2 mm et l’Élytre a une longueur de 6 mm.

### Affinités
« Le détail des écailles et des soies n'est pas visible ; on ne peut entreprendre aucune comparaison avec les espèces actuelles.
Diffère de Sitona margarum Germ. d'Aix par l'œil qui est nettement circulaire ici, alors qu'il est ovale dans S. margarum. Il n'existe aucune forme semblable à Brunnstatt. ».

## Biologie
« Au g. Sitona appartiennent les Rhynchophores d'assez petite taille vivant dans les champs et à la lisière des bois.. ».

## Galerie
- Quelques espèces vivantes du genre Sitona.
- Sitona gressorius.
- Sitona lepidus.
- Sitona lineatus.
- Sitona striatellus.

### Publication originale
- [1937] Nicolas Théobald, « Les insectes fossiles des terrains oligocènes de France 473 p., 17 fig., 7 cartes,13 tables, 29 planches hors texte », Bulletin Mensuel de la Société des Sciences de Nancy et Mémoires de la Société des sciences de Nancy, Imprimerie G. Thomas,‎ 1937, p. 1-473 (ISSN 1155-1119 et 2263-6439, OCLC 786027547). .